# Sankta Petkas kyrka
Sankta Petkas kyrka (bulgariska: Църквата "Света Петка"/Tsarkvata "Sveta Petka") eller Sankta Paraskeva Petkas kyrka (Църква "Света Параскева Петка"/Tsarkva "Sveta Paraskeva Petka") är en bulgarisk-ortodox kyrkobyggnad belägen vid Rakovskigatan 36 i staden Varna i Bulgarien.

## Historia
Sankta Petkas kyrka började byggas 1901 och stod färdigt 1906. Fram tills 1945 användes kyrkan som ett kök för fattiga.
Kyrkan målades 1973 av målaren Alexander Sorokin tillsammans med konstnärerna Dimitar Bakalski och Sergei Rostovtsev.
När den första gudstjänsten hölls i kyrkan är okänt, men det har noterats att det ägde rum innan den var invigd.
Till skillnad från de flesta kyrkobyggnader i Varna är denna kyrka en av de få som inte har förstörts.

## Bilder

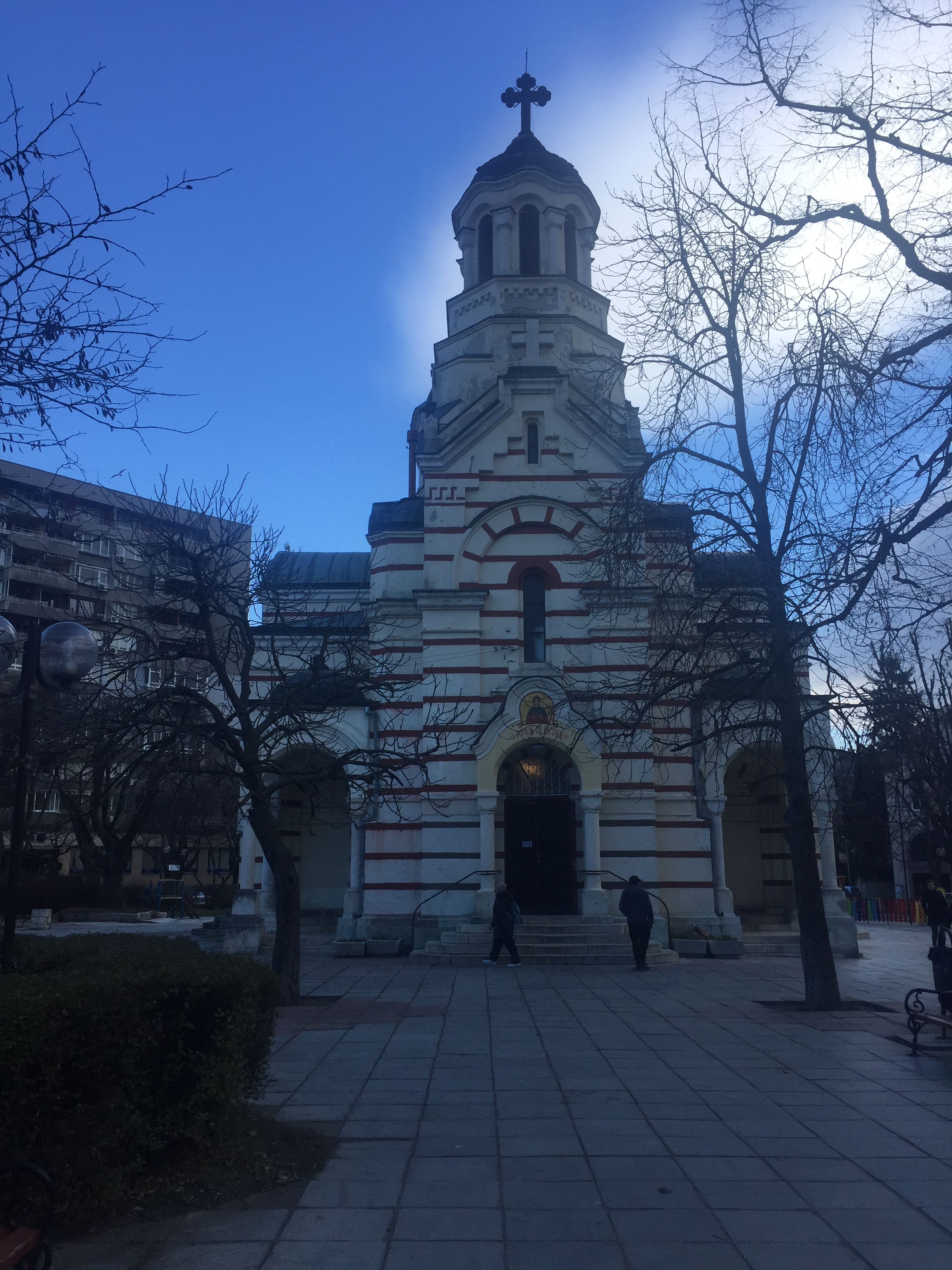
Framsidan.
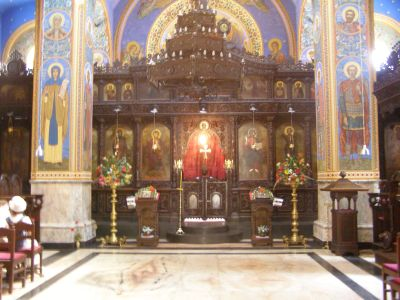
Kyrkans interiör mot ikonostasen.